# Pirada
Pirada est un des cinq secteurs appartenant à la région Gabú du Guinée-Bissau. En 2009, il comptait 32 791 habitants.